# William O. Raymond
Pour les articles homonymes, voir William Raymond et Raymond.
 (mars 2024).
William Odber Raymond, né le 3 février 1853 à Woodstock et mort le 24 novembre 1923 à Toronto, est un membre du clergé et historien canadien du Nouveau-Brunswick. Alors qu'il est recteur à Saint-Jean, il contribue à l'écriture et à l'édition d'œuvres historiques sur l'établissement loyaliste au Nouveau-Brunswick, ayant passé plusieurs années à contribuer et à servir en tant que président de la Société historique du Nouveau-Brunswick. Son écrit de 1905, Glimpses of the Past: History of the River St. John, contient un récit du premier individu noir connu dans ce qui est maintenant le Nouveau-Brunswick.

## Biographie
William O. Raymond est né le 3 février 1853 à Lower Woodstock, au Nouveau-Brunswick, de Charles William Raymond et Elizabeth Mary Carman. Il fréquente l'Université du Nouveau-Brunswick après avoir reçu la bourse du comté de Carleton, et obtient un diplôme de licence en mathématiques et sciences naturelles en 1876. Il étudie ensuite la théologie sous l'évêque John Medley, est ordonné diacre en 1877 et prêtre l'année suivante. Il officie dans la paroisse de Stanley, dans le comté de York, pendant les six années suivantes, où il épouse Julia Nelson, avec qui il a ensuite deux enfants,.
En 1884, William O. Raymond devient recteur de l'église Sainte-Marie à Saint-Jean, période durant laquelle il devient l'archidiacre de Saint-Jean en 1908. En plus de son travail ecclésiastique, il contribue fortement aux écrits historiques. Pendant près de 20 ans, il contribue à la Société historique du Nouveau-Brunswick, tout en occupant le poste de président pendant plusieurs années. il apporte également d'importantes contributions à la rédaction des Documents Winslow,, un enregistrement significatif de l'établissement loyaliste au Nouveau-Brunswick.
Il écrit les Glimpses of the Past: History of the River St. John en 1905, documentant l'histoire du fleuve Saint-Jean,. De plus, il contient le premier enregistrement connu d'une personne noire dans ce qui est maintenant le Nouveau-Brunswick, qui, tel qu'il le décrit comme étant « probablement le premier de sa race à avoir mis pied dans les frontières du Nouveau-Brunswick », avait été enlevé de force des colonies de la Nouvelle-Angleterre jusqu'au Fort Nashwaak par les Français avant d'être ramené lors d'une attaque dirigée par la Nouvelle-Angleterre. En 1910, Raymond publie une version révisée.
En 1916, William O. Raymond prend sa retraite de son poste de recteur en raison de sa santé déclinante. Lui et sa famille déménagent à Toronto après avoir emménagé plus tôt au Michigan et à Vancouver,, où il donne une conférence au Vancouver Institute. Le 24 novembre 1923, Raymond meurt à Toronto.